# Svetovni dan velnesa
Svetôvni dán vêlnesa (angleško Global Wellness Day) s sloganom »En dan ti lahko spremeni življenje« je dan, ki ga vsako leto, 2. soboto v juniju, obeleži skoraj 130 držav po celem svetu. Hkrati poteka več kot 5.000 različnih brezplačnih velneških dogodkov, ki privabljajo veliko število udeležencev. Namen dogodkov je doživeti in preizkusiti najrazličnješe storitve s področja zdrave prehrane, duševnega sproščanja, telesne vadbe, lepotne in telesne nege, oziroma druge aktivnosti za preventivno skrb za zdravje in dobro počutje. 
Pobudnica projekta je Belgin Aksoy Berkin iz Turčije, ki je leta 2012 na tak način začela ozaveščati ljudi o pomenu dobrega počutja in aktivnega načina življenja.
Slovenija se je pridružila projektu leta 2017, ko je svetovni dan velnesa tudi prvič organizirala.